# 12906 Alexismacavoy
12906 Alexismacavoy è un asteroide della fascia principale. Scoperto nel 1998, presenta un'orbita caratterizzata da un semiasse maggiore pari a 2,7870548 au e da un'eccentricità di 0,0336315, inclinata di 4,22875° rispetto all'eclittica.